# マグナム・ロール
マグナム・ロール（Magnum Rolle、1986年2月23日 - ）は、バハマのプロバスケットボール選手。グランド・バハマ島フリーポート出身。ポジションはパワーフォワード、センター。211cm、102kg。

## 経歴
2010年のNBAドラフト2巡でオクラホマシティ・サンダーに指名されたがインディアナ・ペイサーズにトレードされた。同年10月25日、ペイサーズから解雇されロースターに残ることはできなかった。11月1日にNBADLドラフトでメイン・レッドクローズに指名された。2試合に出場した後、ひざの怪我でチームからウェーバーされた。2011年3月3日、レッドクローズに復帰、13試合に出場した。4月11日、アトランタ・ホークスと契約を結んだが試合出場はならなかった。NBAのロックアウト中の7月27日、韓国の昌原LGセイカーズと契約したが試合に出場することなく9月26日に解雇された。ロックアウト終了後、彼はホークスに復帰しトレーニングキャンプに参加したが、開幕前に解雇された。
2012年、三菱電機ダイヤモンドドルフィンズに加入。
同年のNBLオールスターに選出されている。
2014年、三菱を退団。2016年、パスラボ山形ワイヴァンズに加入。